# Xanthorhoe costovata
Xanthorhoe costovata là một loài bướm đêm trong họ Geometridae.